# Po Zagładzie
Po Zagładzie. Stosunki polsko-żydowskie 1944–1947 – książka Marka Jana Chodakiewicza wydana w języku angielskim w kwietniu 2003 roku, po polsku dostępna w sprzedaży od 10 stycznia 2008.
Autor zajmuje się w niej problematyką stosunków polsko-żydowskich tuż po zakończeniu II wojny światowej. Na podstawie różnych, także mało znanych, źródeł przeanalizował przypadki wrogości i konfliktów między Polakami i Żydami. Według niego były one zjawiskiem wtórnym złożonej i tragicznej sytuacji Polski po zakończeniu wojny (okupacja sowiecka, instalacja marionetkowego rządu przez Moskwę, wysoki poziom przestępczości, masowe przesiedlenia ludności, walka podziemia niepodległościowego z komunistami).
Autor w swojej pracy korzysta także ze źródeł, na które powołują się przeciwnicy jego książki (Jan Tomasz Gross), co sprawia iż książka wydaje się być w miarę obiektywnym spojrzeniem na stosunki polsko-żydowskie. Jedną z podstawowych tez książki jest spojrzenie na stosunki polsko-żydowskie nie przez pryzmat nienawiści, a walki między Polakami a komunistami (także polskiego pochodzenia), w wyniku której giną także przypadkowe ofiary. W książce znajdziemy próby szacunkowego wyliczenia liczby osób, które zginęły w wyniku tych działań.

## Reakcje
Jan Żaryn określił autora jako „badacza hołdującego starej szkole empirycznej, krok po kroku, przykład po przykładzie, analizującego ten sam temat”, z czym nie zgodził się Grzegorz Motyka stwierdzając, że Chodakiewicz „źródła, z których korzystał, przedstawia w sposób stronniczy i jednostronny”.
Krytyczną opinię wyrazili także Bożena Szaynok i Dariusz Libionka: „Po Zagładzie to książka z tezą. Jeśli fakty przypadkiem do niej nie pasują – tym gorzej dla nich”.
Warsztat badawczy i rzetelność naukowa Marka Chodakiewicza zostały skrytykowane również przez Andrzeja Żbikowskiego uważającego, że „bałagan z bazą źródłową w książce aspirującej do tytułu rozprawy naukowej jest jednym z powodów, by domniemywać, że autor prezentuje czytelnikom swój światopogląd polityczny, a nie udokumentowany sąd o powojennej rzeczywistości”.